# أنباق صرخة (قشلاق أهر)
أنباق صرخة (بالفارسية: انباق سرخای) هي منطقة سكنية تقع في إيران في قسم قشلاق الریفي. يقدر عدد سكانها بـ 32 نسمة .